# マルシェヴェルト

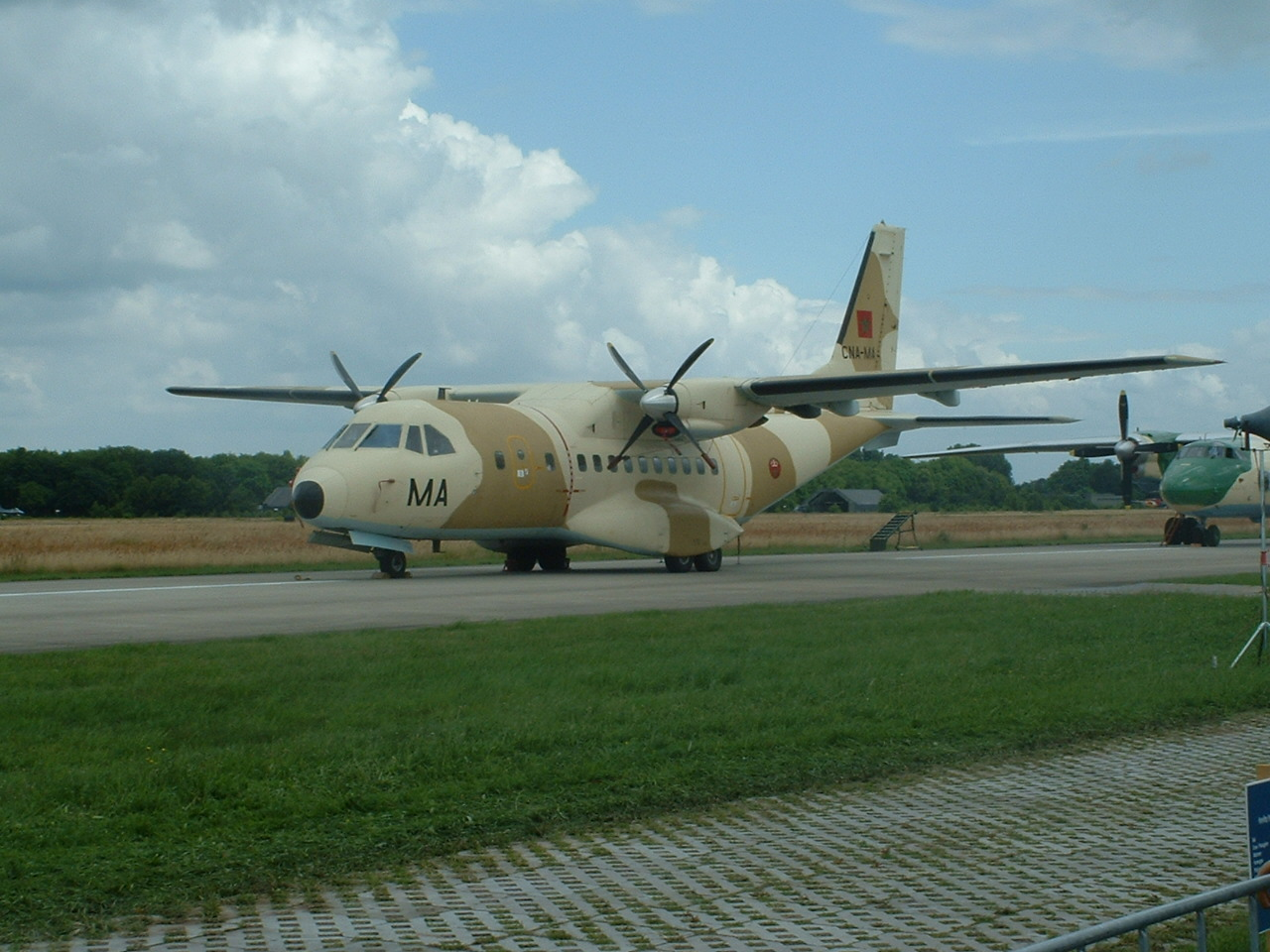
マルシェヴェルトへ支援を行っているモロッコ空軍のCN-235

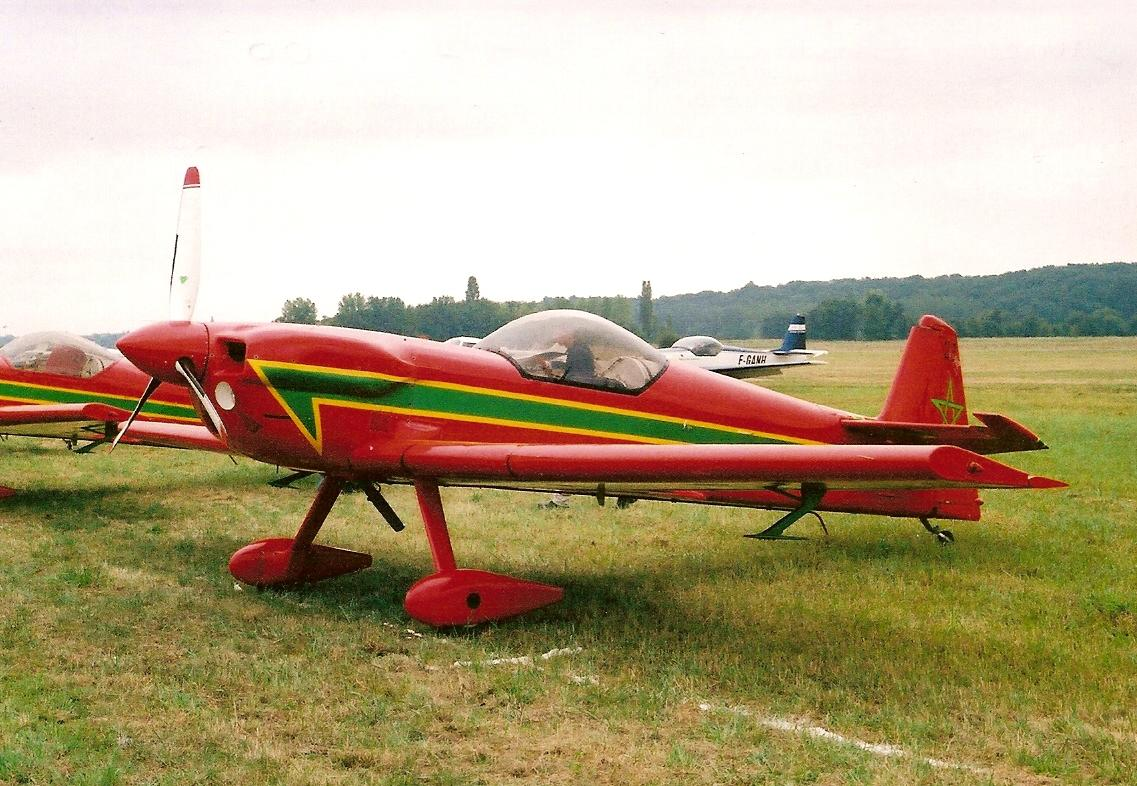
マルシェヴェルトのCAP-230(2000年)

マルシェヴェルト（フランス語: La Marche verte、英語: Green March）は、モロッコ空軍のアクロバットチームであり、モロッコ王国の公式エア・アクロバットチームでもある。この名称は1975年に行われたデモ、「緑の行進」に因んだものである。マルシェヴェルトでは、フランス製練習機が使用されており、かつてはCAP-230(英語版の説明)、後にCAP-232(英語版の説明)が使用されている。機体の塗色は、全体が赤く塗られ、両側面に黄色で縁取られた緑色の矢印が描かれている。プロペラのブレードは白く、外端は赤く塗られている。垂直尾翼にはモロッコ国旗にも使われている緑の五芒星形が描かれている。

## 使用機体
- Avions Mudry & Cie CAP-232 8機